# Parvicapsula spinachiae
Parvicapsula spinachiae is een microscopische parasiet uit de familie Parvicapsulidae. Parvicapsula spinachiae werd in 2003 beschreven door Køie. 